# Rete tranviaria di Istanbul
La rete tranviaria di Istanbul è la rete tranviaria che serve la città turca di Istanbul composta da cinque linee, quattro sul lato europeo e una sul lato asiatico. Di queste, le linee T2 e T3 sono tram storici, le linee T4 e T5 sono di tipo metrotranviario mentre la linea T6 è una metropolitana leggera.

## Linee
| Linea  | Percorso                      | Inaugurazione | Ultima estensione | Lunghezza | Stazioni |
| ------ | ----------------------------- | ------------- | ----------------- | --------- | -------- |
|        | Kabataş-Bağcılar              | 1992          | 2006              | 18,5 km   | 31       |
|        | Topkapı-Mescid i Selam        | 2007          | 2009              | 15,3 km   | 22       |
|        | Eminönü-Alibeyköy Cep Otogarı | 2021          |                   | 10.1 km   | 14       |
|        | Sirkeci-Kazlıçeşme            | 2024          |                   | 8.4 km    | 8        |
| Totale | Totale                        | Totale        | Totale            | 52,3 km   | 75       |

### Linee storiche
| Linea  | Percorso     | Inaugurazione | Lunghezza | Stazioni |
| ------ | ------------ | ------------- | --------- | -------- |
|        | Taksim-Tünel | 1990          | 1,6 km    | 5        |
|        | Kadıköy-Moda | 2003          | 2,6 km    | 10       |
| Totale | Totale       | Totale        | 4,2 km    | 15       |

## Materiale rotabile
Le vetture elettriche del 1911 sono sempre state in attività durante gli anni sessanta.
Il parco mezzi era tuttavia differente tra il lato asiatico e quello europeo. Dopo la chiusura della rete europea, i tram di questo lato sono stati trasferiti al lato asiatico, ove sono rimasti in servizio insieme ai mezzi asiatici fino alla chiusura definitiva nel 1966.
Queste vetture, da allora parcheggiate al museo, sono state riutilizzate per le linee T2 e T3 utilizzando i brevi tratti dell'antica rete ancora esistenti.
Per la rete moderna, nel 2001 sono stati ordinati cinquantacinque convogli Flexity Swift di Bombardier, i quali sono entrati in servizio tre anni dopo.
Nel 2011, sono entrati in servizio trentasette Alstom Citadis.